# Vergina
Vergina (grec: Βεργίνα) és una localitat grega situada al nord, a la regió muntanyenca de Pieria, en la Macedònia Central, a l'oest del golf de Salònica. Pertany al municipi de Véria. L'any 2011 la unitat municipal de Vergina tenia 2.464 habitants mentre que el poble en tenia 1.242. En aquest lloc es troba el jaciment arqueològic d'Eges, que fou nomenat Patrimoni de la Humanitat per la Unesco al 1996.

## Història
En l'antiguitat hi hagué una ciutat anomenada Eges (en grec antic: Αἰγαί, literalment 'lloc de cabres'), que fou la primitiva capital macedònia.
La tradició atribueix la fundació de la ciutat d'Eges a Perdicas, al s. VII ae, aconsellat per l'oracle de Delfos, que li indicà que a Botiea, on vegera cabres, oferira sacrificis als déus i fundara la capital d'un estat.
Quan l'Imperi macedoni estava en la seua esplendor, en la primera meitat del s. IV ae, la capital del regne fou traslladada a la ciutat de Pel·la.
A la ciutat se celebraven sacrificis en honor de Zeus Olímpic des de temps d'Arquelau I. Segons Flavi Arrià, Alexandre el Gran establí a Egas uns jocs atlètics semblants als que se celebraven a Olímpia.
Malgrat perdre la capitalitat del regne, Egas continuà sent important així com el lloc on s'enterrava els reis. L'any 336 ae Filip II va organitzar a Egas les noces de la seua filla Cleòpatra amb Alexandre I de l'Epir, on es feren grans festejos però fou llavors quan, al teatre de la ciutat, Filip II fou assassinat per un dels seus guardaespatles. Anys més tard, Filip III Arrideu i la seua esposa Eurídice II de Macedònia, que havien mort al 317 ae, foren enterrats a Egas per ordre de Cassandre. D'altra banda, segons narra Pausànias, mort Alexandre el Gran, els macedonis es disposaven a transportar el seu cadàver també a Egas, però Ptolemeu persuadí els macedonis perquè li'l lliuraren i el sepultaren a Memfis.
Egas continuà sent una important ciutat macedònia durant la fase inicial del període hel·lenístic. L'any 274-3 ae la ciutat fou presa per Pirros de l'Epir, que hi deixà una guarnició de gals que havien estat els seus aliats. Aquests es dedicaren a saquejar les tombes dels reis.
Després de la batalla de Pidna de l'any 168 ae, Macedònia passà a ser una província romana. Egas començà a perdre importància i esdevingué un llogaret, que seguia existint als primers segles després de l'era cristiana, com testifica l'esment de Claudi Ptolemeu i la troballa d'una inscripció a Leukopetra del segle iii on s'al·ludeix a Egas.
Als segles següents, Egas restà en oblit encara que es creà un assentament en un lloc proper, anomenat Palatitsia, en al·lusió a l'antic palau; i a partir de 1922 hi hagué una important arribada de refugiats que s'assentaren al lloc, anomenat Vergina, nom que recordava una llegendària reina del s. XV que se suïcidà per no ser atrapada pels turcs.

## Arqueologia
Al s. XIX es creia que l'antiga Egas havia estat situada al lloc de la ciutat d'Edessa i fins i tot quan l'any 1861 començaren les primeres excavacions a Vergina, realitzades per l'arqueòleg francés Leon Heuzey, encara discutien si les restes corresponien o no a Egas, ja que alguns creien que es tractava del lloc de l'antiga ciutat de Vala. En aquella ocasió se'n descobriren els palaus reials i una tomba subterrània amb volta i amb una façana que semblava un temple, que havia estat profanada i des de llavors és coneguda com la tomba Heuzey. Algunes de les troballes d'aquells anys les dugueren al Museu del Louvre de París. Anys més tard, en successives excavacions dirigides des de 1938 per Konstantinos Rhomaios, i entre 1958 i 1975 per Georgios Bakalakis, s'hi han trobat moltes tombes, quasi totes amb monticle, i també s'ha excavat el que es coneixia com el Gran Túmul, situat en ple centre de Vergina. Al 1977 la recerca hi continuà amb Manolis Andrónicos, sota control de la Universitat Aristotèlica de Tessalònica i de la Societat Arqueològica d'Atenes, fins a l'any 1991, moment en què la responsable va ser-ne Angeliki Kottaridi. Des de l'any 2001 Chrysoula Saatsoglou-Paliadeli en dirigeix les excavacions. A més de les tombes i els palaus s'hi han excavat santuaris, un teatre i una àgora.

### Necròpoli

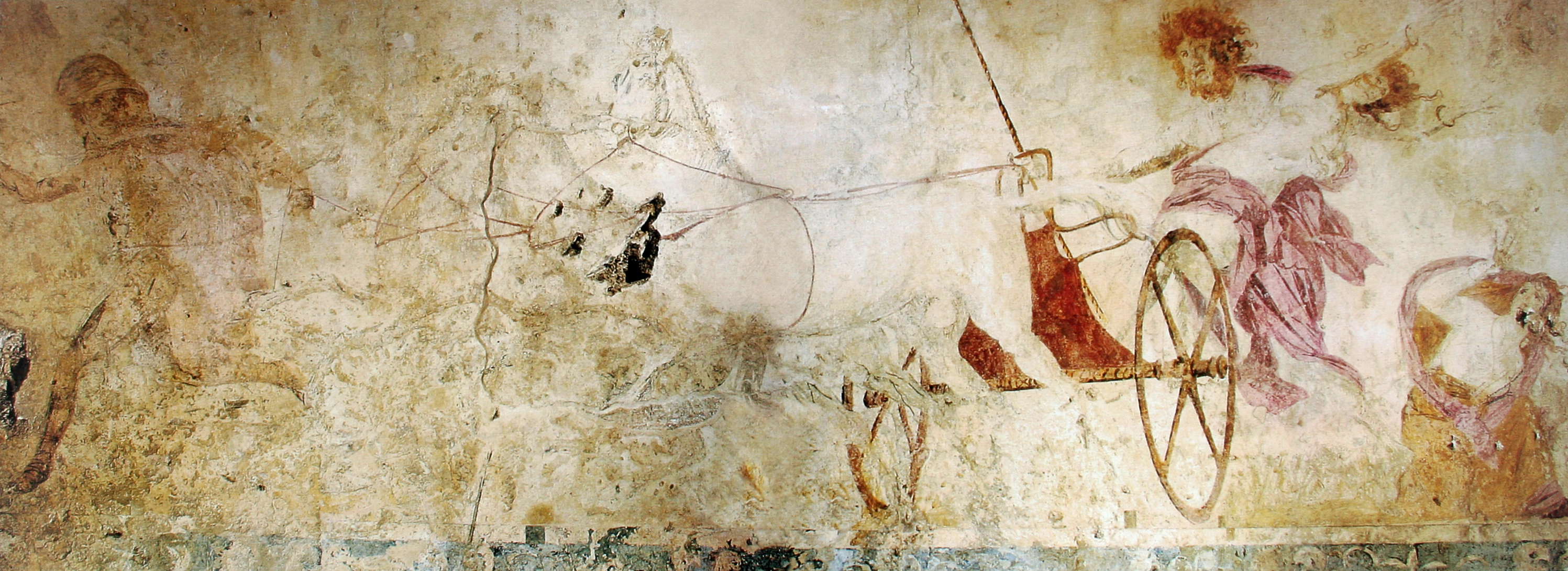
Rapte de Persèfone

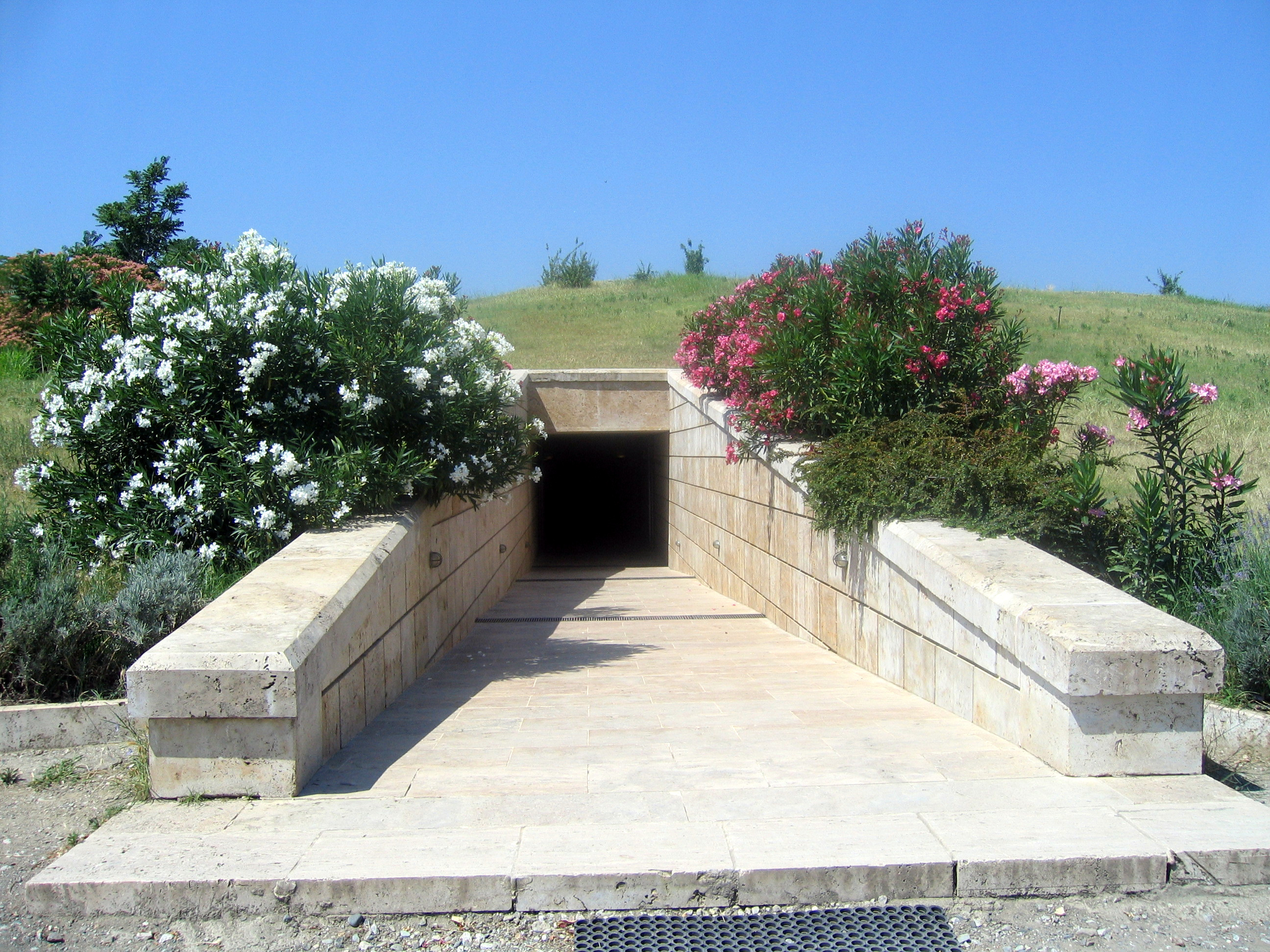
L'entrada al «Gran Túmul», Museu de les Tombes Reials d'Egas

Al nord de la muralla, en una àrea situada entre Vergina i Palatitsia, hi ha una àmplia necròpoli que ha estat utilitzada des de l'edat del ferro, a principis del primer mil·lenni ae. La majoria dels enterraments d'aquesta zona pertanyen a les èpoques primerenques anteriors al període clàssic, tot i que uns pocs dels trobats en aquest lloc en pertanyien a períodes posteriors.
En la part nord-oest de la muralla hi ha un grup important de tombes dels períodes arcaic i clàssic, on s'han trobat aixovars funeraris entre els quals s'inclouen peces de ceràmica de diverses procedències, utensilis de metall, joguets, estatuetes religioses d'argila i joies que donen testimoniatge de la prosperitat de la ciutat i dels seus bescanvis comercials amb el sud de Grècia. Per tota la necròpoli hi ha disperses tombes del període hel·lenístic, algunes de les quals reutilitzen altres tombes molt més antigues.
Les tombes més significatives de Vergina són les reials del s. IV ae trobades en el "gran túmul", descobert per l'arqueòleg grec Manolis Andrónikos en els anys 1977 i 1978. Primer s'hi excavaren dues tombes que estaven cobertes pel gran monticle artificial. La primera, coneguda com a tomba I o tomba de Persèfone tenia una petita estructura rectangular; tres de les seues parets estaven cobertes per pintures que representen el rapte de Persèfone per Plutó. És una tomba en cista que havia estat saquejada en l'antiguitat, però que contenia les restes d'un home, una dona i un nen.

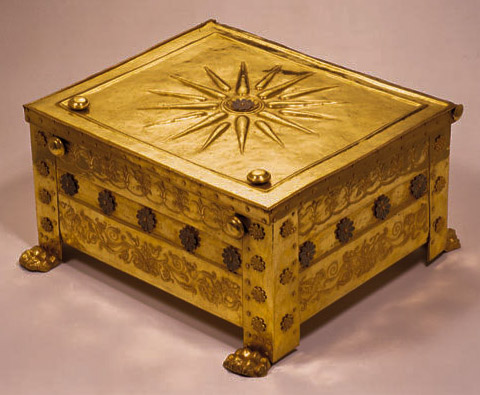
Sarcòfag trobat a la tomba II

La tomba II, de volta de canó, es trobà al nord-oest de la tomba descrita anteriorment. Estava intacta, amb tot l'aixovar funerari i molts altres objectes. En l'actualitat aquesta tomba es considera el major tresor de l'antiguitat després de la de Tutankamon i la del Senyor de Sipan. Tots els objectes de l'aixovar funerari són al lloc originari de la tomba, convertit en el Museu Arqueològic de Vergina, a uns 80 km de Tessalònica.
Els arqueòlegs i historiadors pensaren que es tractava de la tomba de Filip II de Macedònia i la seua esposa Cleòpatra, encara que després altres estudiosos apuntaren la possibilitat que es tractara de la tomba de Filip III Arrideu i la seua esposa Eurídice II.

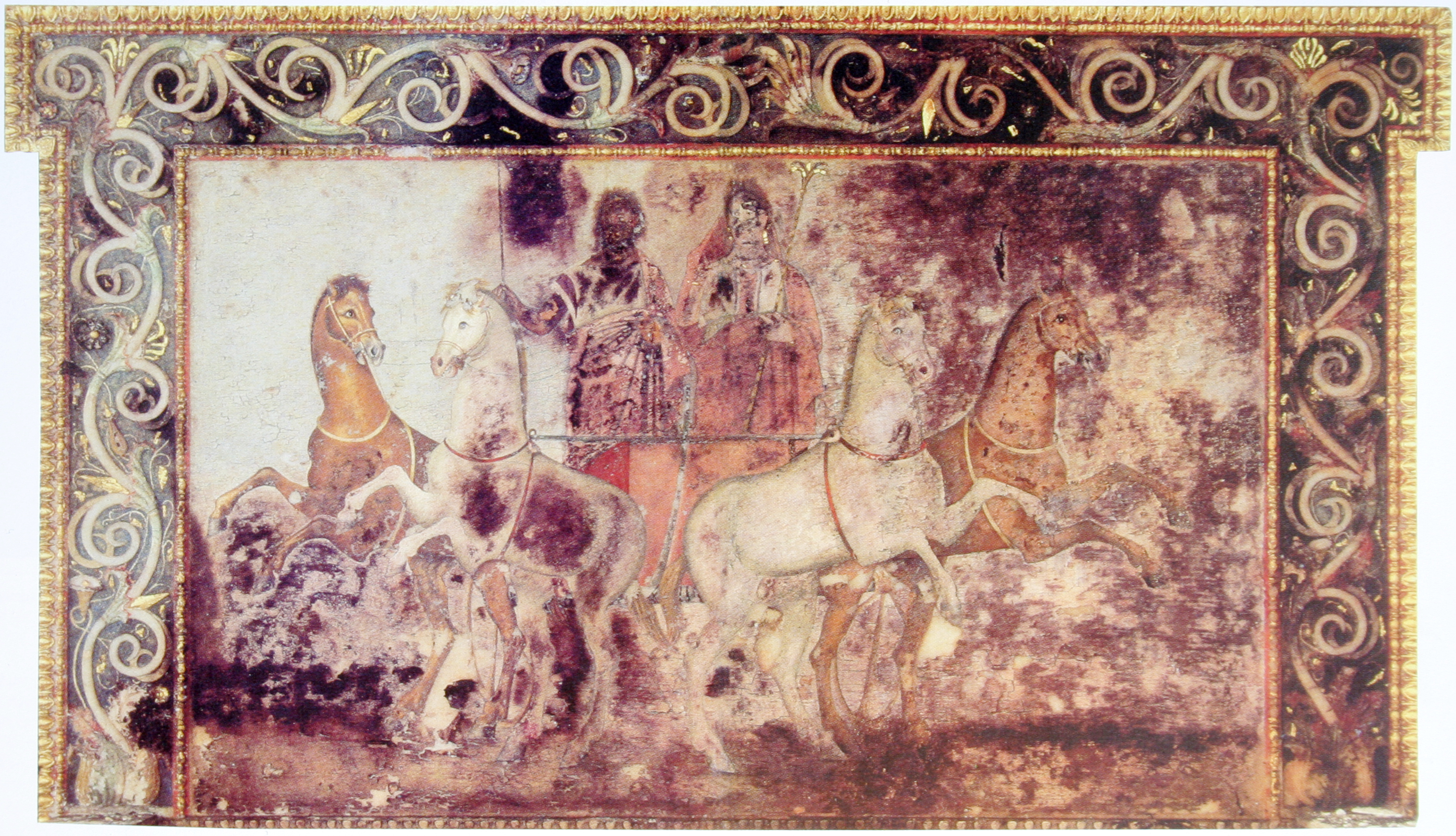
Pintura trobada a la Tomba d'Eurídice, que representa el rapte de Persèfone per Hades

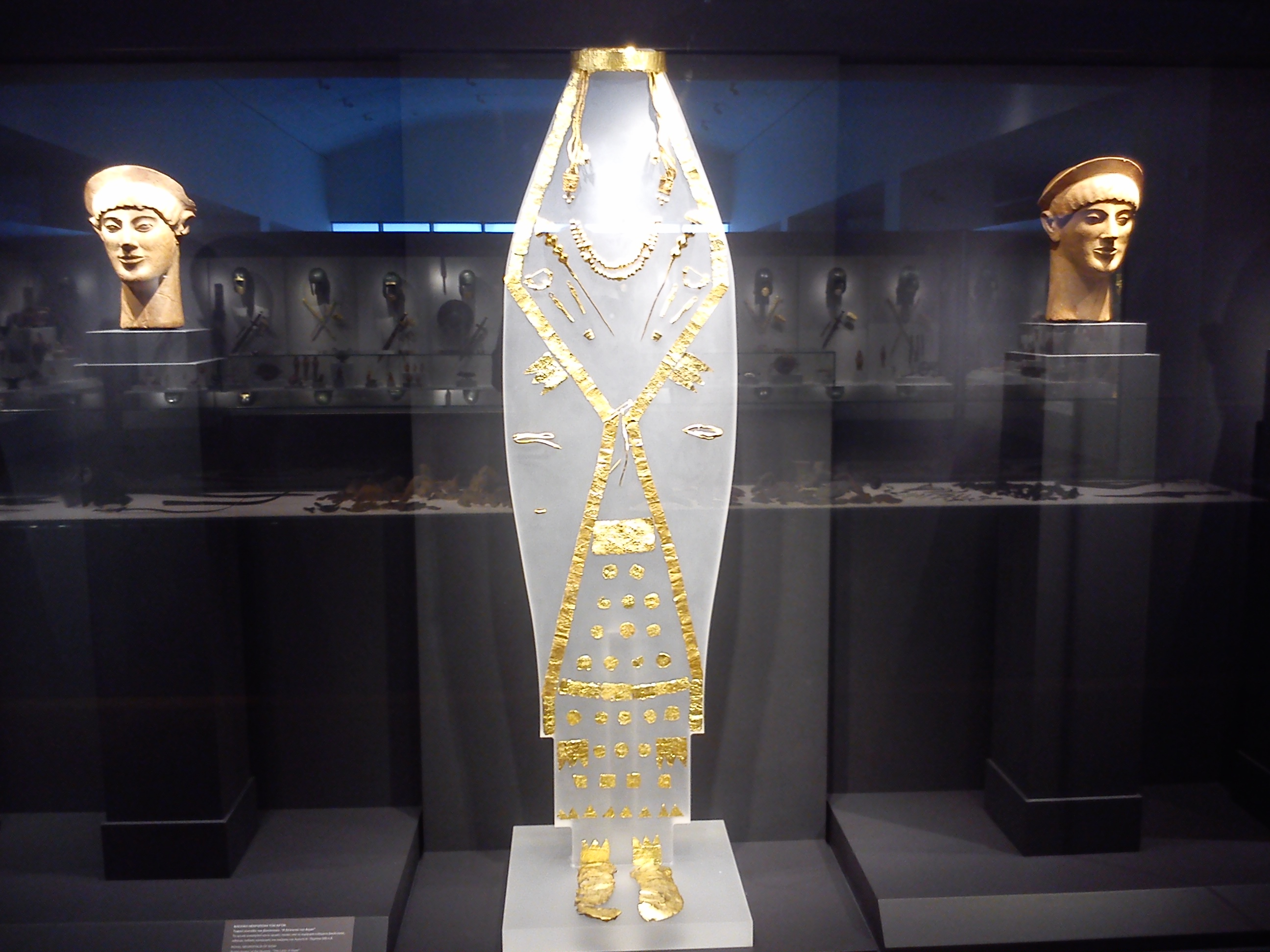
Adorns d'or de la «Dama d'Egas». Museu de les Tombes Reials d'Egas

En les excavacions de 1978 es va descobrir una altra tomba, coneguda com a tomba III o tomba del príncep, igualment intacta i amb volta de canó. Estava situada al nord-oest de la tomba II. Se suposa que pertanyia a un príncep de Macedònia. Tenia un aixovar funerari compost per gots d'argent i bronze, una urna funerària d'argent i dins una corona d'or adornada amb fulles de roure i aglans amb relleus d'ivori i or. També hi havia un canapé de fusta prou descompost i l'armadura del difunt.
Altres tombes de gran valor artístic trobades a Vergina són l'anomenada tomba d'Eurídice, descoberta al 1987, que s'atribueix a la mare de Filip II, on hi ha un tron amb una pintura al seu respatler que representa el rapte de Persèfone, i la tomba Rhomaios, anomenada així pel seu descobridor, Konstantinos Rhomaios, que contenia dues cambres i un tron: la seua data és l'any 300 ae. Ambdues tombes presentaven signes d'haver estat saquejades.
La tomba d'Eurídice pertany a un grup de tombes en què se'n trobà una que no havia estat saquejada, de principis del s. V ae, que contenia el cos d'una dona que es coneix com la «dama d'Egas» amb un ric aixovar funerari compost per abundants ornaments d'or. S'ha suggerit que podria ser l'esposa d'Amintes I. Al seu costat hi ha una altra tomba una mica posterior, on es van trobar nombroses figuretes de terracota, que podria haver pertangut a una de les esposes d'Alexandre I de Macedònia.
També, al 1981-2, prop de la tomba Heuzey, fou excavada la coneguda com a tomba Bella, que s'ha datat del s. III ae. És un túmul que en realitat conté tres tombes macedòniques que havien estat saquejades i una tomba en cista intacta, on es trobà una corona d'or entre l'aixovar funerari. A les tombes I i II d'aquest túmul s'han conservat pintures. La tomba I conté un tron de marbre.

### Palaus reials
Són dos edificis palatins. El major d'ells era d'una superfície, a la planta baixa, de 9.250 m2; tenia dues plantes en la major part de l'estructura i un gran pati central flanquejat per setze columnes dòriques en cada costat, a l'entorn del qual s'articulaven les cambres. Algunes de les sales tenien sòls decorats amb mosaics. Tenia també un sistema de proveïment d'aigua. En principi es creia que havia estat aixecat per Antígon Gònates (278-240 ae) per a residència estiuenca de la família reial, però posteriorment ha estat datat, per Manolis Andrónikos, en la segona meitat del s. IV ae.
A l'oest hi havia un palau de menors dimensions. Una inscripció prova que aquest edifici fou utilitzat almenys fins al regnat de Perseu de Macedònia. No és clar, però, si aquest segon palau s'afegí al primer amb posterioritat o si, en canvi, és un edifici més antic que es conservà per formar part de la tradició del passat.

### Altres restes arqueològiques
Part de les muralles pertanyents al període hel·lenístic s'han excavat des del s. XIX. La seva amplària arriba a assolir en alguns sectors 2,80 m i estaven reforçades per diverses torres.
El teatre fou descobert el 1982 a pocs metres del gran palau. Les característiques semblants de tots dos edificis fan suposar que pertangué a un mateix projecte constructiu.
Al nord del palau hi ha les ruïnes de l'àgora i santuari d'Eúclia, amb restes dels períodes clàssic i hel·lenístic, on va ser trobada una estàtua monumental oferta per Eurídice I de Macedònia a aquesta divinitat. L'any 2008 es trobà ací una tomba on hi havia un recipient de bronze que contenia un altre de més petit d'or i una corona d'or amb forma de fulles de roure, sobre unes restes òssies, la qual cosa fa suposar que fora una tomba d'algú pertanyent a la reialesa, potser Hèracles de Macedònia, fill d'Alexandre el Gran i Barsine.
Un santuari a la mare dels déus (Cíbele) amb forma de quadrilàter hi fou trobat el 1990. Pertany al període hel·lenístic, encara que s'edificà sobre un temple més antic. Fou destruït pel foc a mitjan s. II ae.
Al 1980, a la part sud-est de la ciutat, es trobaren les restes d'una gran casa del període hel·lenístic amb nombroses sales, construïda damunt una terrassa natural i destruïda en època romana. No és clara la funció d'aquest edifici.
També s'han fet excavacions des de 1982 a l'acròpoli, situada en un pujol al sud del palau, on s'establiren tallers artesanals.
A més, prop del santuari de la mare dels déus s'han trobat restes d'edificis que pertanyen a la fase tardana de la ciutat d'Egas, entre el s. I ae i el s. I de, així com nombrosos objectes pertanyents a aquest període.